# Akasaka (Tokyo)
Pour les articles homonymes, voir Akasaka.
Akasaka (赤坂) est un quartier résidentiel et commercial de l'arrondissement de Minato-ku, situé à l'ouest du gouvernement établi à Nagatachō et au nord de l'effervescence nocturne de Roppongi.
Akasaka (ainsi que le quartier voisin d'Aoyama) était un arrondissement de Tokyo de 1878 à 1947, et abrite toujours une partie de l'administration de Minato-ku.

## Sites notables
- Palais d'Akasaka
- Akasaka Sacas

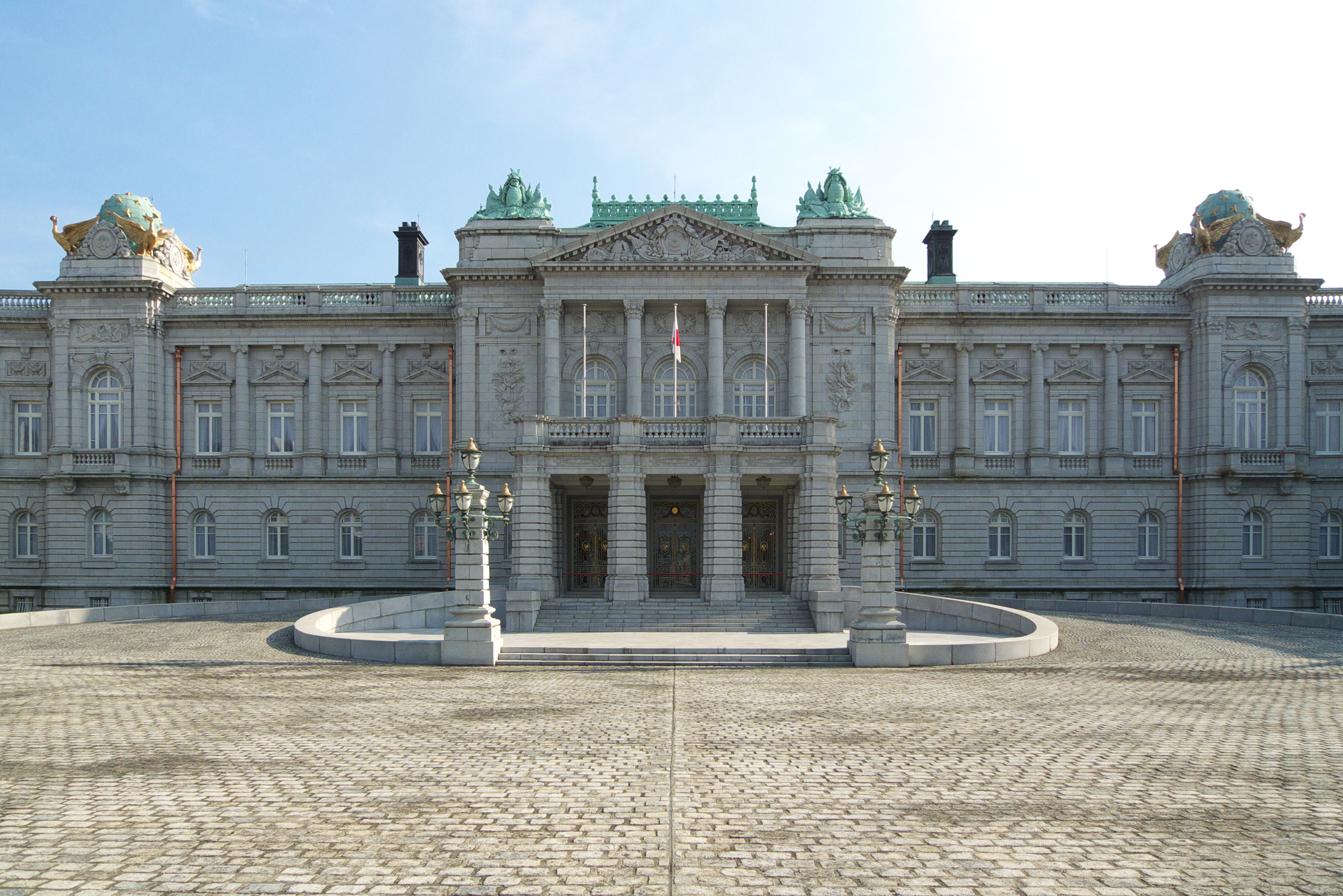
Palace d'Akasaka

- De nombreuses ambassades (États-Unis, Mexique, Cambodge, Canada, Irak, Espagne, Syrie…).
- Ark Hills et Suntory Hall
- Sanctuaire Nogi
- Tokyo Mid-Town Tower

## Entreprises basées à Akasaka
- Becton, Dickinson and Company
- DefSTAR Records
- EMI Music Japan
- Epic Records Japan
- ING
- JETRO
- Johnny & Associates
- Ki/oon Records
- Komatsu
- Tokyo Broadcasting System
- Universal Music LLC

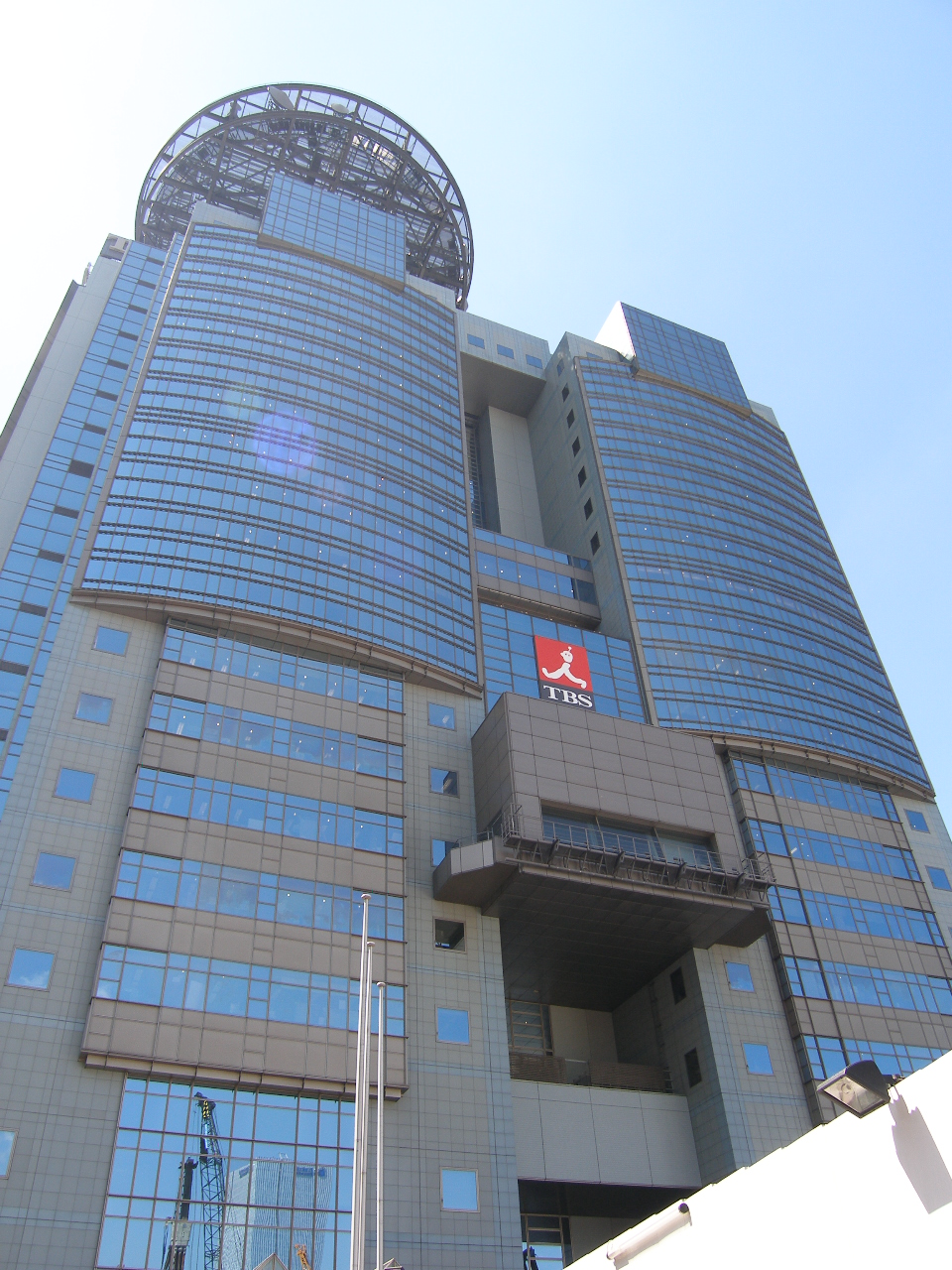
TBS à Akasaka

Les bureaux japonais de Citigroup, Milbank Tweed et Clifford Chance sont également situés à Akasaka.

## Transports
Stations de métros :
- Akasaka (Ligne Chiyoda)

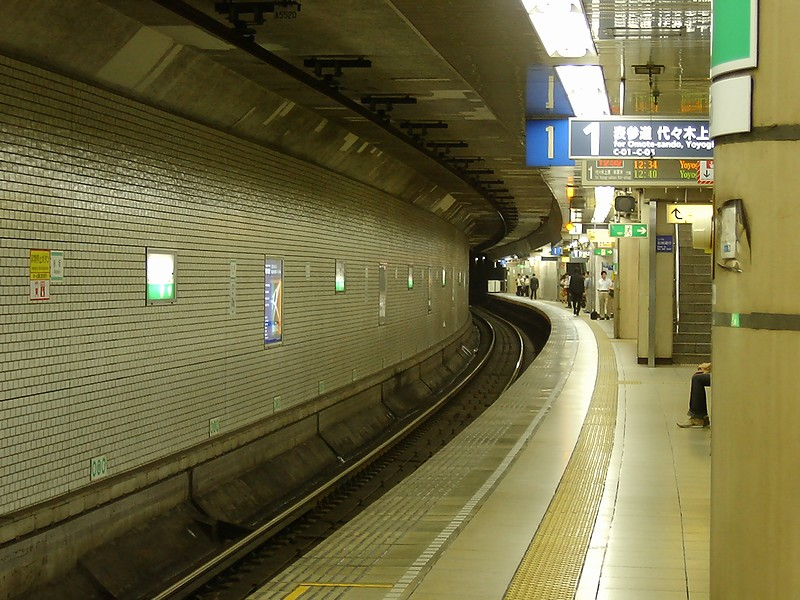
Quai de la station Akasaka

- Akasaka-mitsuke (Lignes Hanzōmon, Ginza et Marunouchi)
- Aoyama-itchōme (Lignes Hanzōmon, Ginza et Ōedo)
- Nogizaka (Ligne Chiyoda)
- Tameike-Sannō (Lignes Ginza et Namboku)

De nombreuses lignes de bus complètent le réseau de métro.

## Éducation
Les écoles publiques (élémentaire et collège) sont gérées par la municipalité de Minato-ku.
Le lycée d'Akasaka était géré par la mairie de Tōkyō. En mars 2009, une cérémonie de clôture de l'établissement a été organisée pour la dernière année d'enseignement.
La bibliothèque d'Akasaka offre un large choix de documents sous divers supports (livre, vidéo).

## Culture
Akasaka abrite actuellement le hanamachi le plus réputé de la ville de Tokyo. C'est là que sont entretenues, dans un faste incroyable, les quelques geishas qui pratiquent encore leur vocation (moins d'une centaine dans tout Tokyo). Néanmoins, le hanamachi d'Akasaka est plus considéré comme une attraction pour les touristes étrangers qu'un endroit de distraction pour les Japonais résidant à Tokyo.

## Personnalités
- Chikatoshi Enomoto (1898-1973), peintre, y est né.